# Eurois roseovirgata
Eurois roseovirgata är en fjärilsart som beskrevs av Franz Dannehl 1929. Eurois roseovirgata ingår i släktet Eurois och familjen nattflyn. Inga underarter finns listade i Catalogue of Life.